# Antandroy

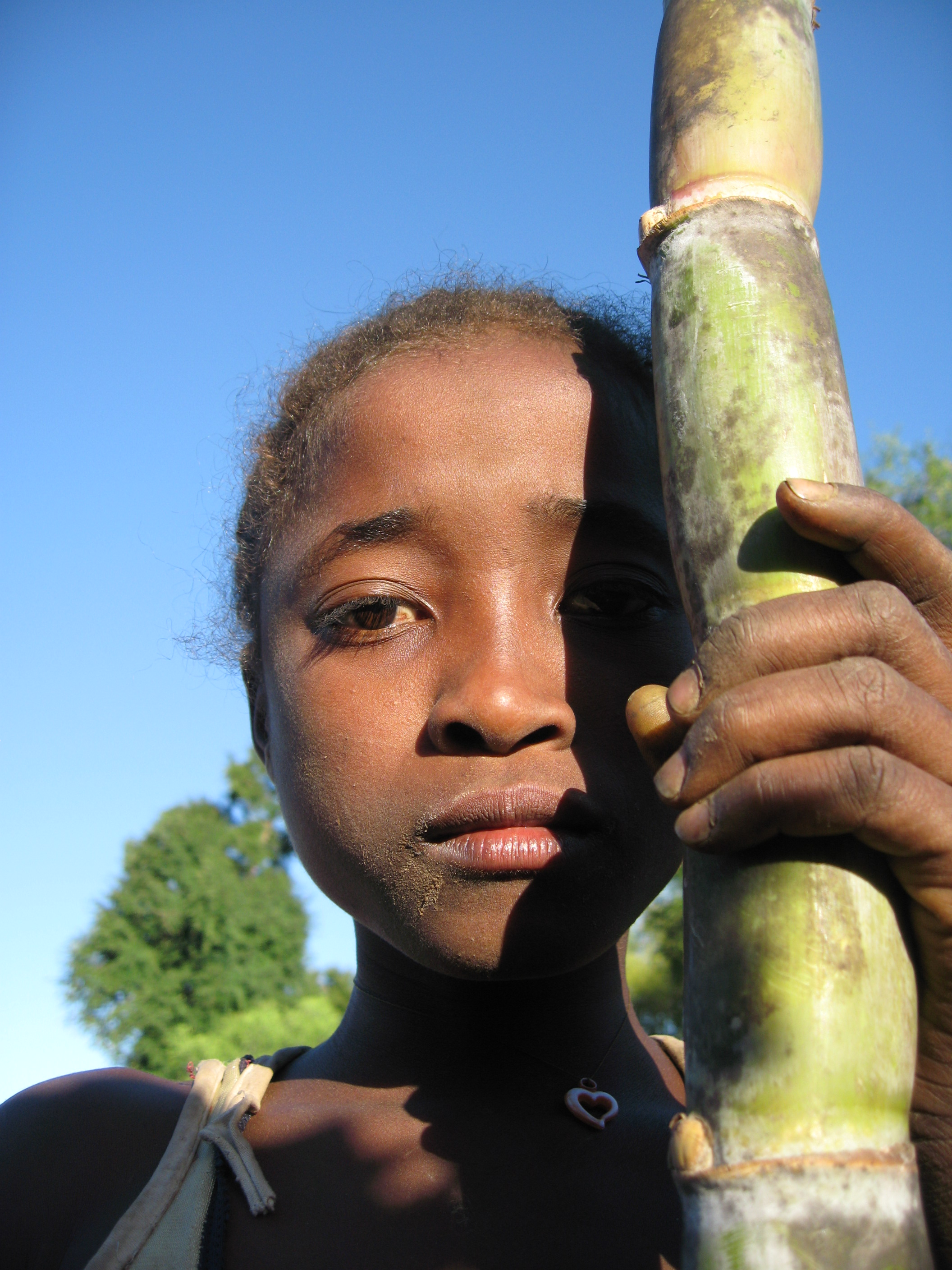

Gli Antandroy sono un popolo che vive nell'estremo sud del Madagascar. Gli appartenenti a questa etnia sono circa 696.000 e rappresentano il 5% della popolazione malgascia. Il nome "Antandroy", in lingua malgascia, significa "quelli che abitano nelle spine".